# Заманиха
Замани́ха (лат. Oplopánax, Echinopánax) — кустарник семейства Аралиевые высотой около 1 м с длинным ползучим корневищем. Корневища и корни заманихи используются в качестве лекарственного средства.

## Ботаническое описание
Стебель неветвящийся, прямой, со светло-серой или светло-коричневой корой, густро покрытый шипами длиной до 1 см.
Листья с сердцевидным основанием, округлые, диаметром до 4 см, 5—7-лопастные, покрытые небольшими шипами.
Цветки небольшие, жёлто-зелёного цвета, в простых Зонтиках. Цветение начинается в июне.
Плоды около 1 см длиной, красного цвета. Плодоношение в августе—сентябре.

## Распространение
Заманиха произрастает в основном в хвойных лесах на Дальнем Востоке, Японии, Корее, Китае, США и Канаде.

## Лекарственное применение
Настойка корневищ с корнями заманихи (лат. Tinctura Echinopanacis, прозрачная жидкость светло-коричневого цвета, горьковатого вкуса, своеобразного запаха) используется в качестве адаптогенного средства. Препарат содержит сапонины, алкалоиды, гликозиды, эфирные масла и по действию на организм близок к лекарственным средствам, получаемым из женьшеня.
Настойка стимулирует центральную нервную систему при астенических состояниях, повышает артериальное давление. Применяется при артериальной гипотензии и астенодепрессивном синдроме по 30—40 капель 2—3 раза в день до еды. В качестве побочного действия могут отмечаться бессонница и аллергические реакции.

## Виды
По информации базы данных The Plant List, род включает 3 вида:
- Oplopanax elatus (Nakai) Nakai — Заманиха высокая
- Oplopanax horridus (Sm.) Miq.
- Oplopanax japonicus Nakai